# Aeroporto Internazionale del Cibao
L'Aeroporto Internazionale del Cibao  è un aeroporto situato nei pressi di Santiago de los Caballeros, nella Repubblica Dominicana.